# Бульвар Павла Вирского
Бульвар Павла Вирского (до 2021 года — Саратовская улица) (укр. Бульвар Павла Вірського) — бульвар в Шевченковском районе города Киева. Пролегает от улицы Януша Корчака (Баумана) при примыкании переулка Зелёного Клина (Уссурийского) до улицы Стеценко, исторически сложившаяся местность (район) Нивки.
Примыкают улицы Волчегорская (Ставропольская), Голды Меир (Краснодарская), Ружинская (Вильгельма Пика), Салютная.

## История
Новая улица № 864 возникла в середине 20 века. 
5 июля 1955 года Новая улица № 864 в Октябрьском районе была переименована на Саратовская улица  — в честь города Саратов, согласно Решению исполнительного комитета Киевского городского совета депутатов трудящихся № 857 «Про переименование улиц города Киева» («Про перейменування вулиць м. Києва»)
16 декабря 2021 года улица была преобразована в бульвар под современным названием — в честь советского, украинского артиста балета, балетмейстера, Народного артиста СССР Павла Павловича Вирского, согласно Решению Киевского городского совета № 4028/4069 «Про переименование улиц в Деснянском и Шевченковском районах г. Киева» («Про перейменування вулиць у Деснянському та Шевченківському районах міста Києва»). В свою очередь, этим же решением улица Павла Вирского в Деснянском районе была переименована на улицу Анатолия Авдиевского.

## Застройка
Бульвар пролегает в северном направлении параллельно улицам Тешебаева и Владимира Жаботинского. На протяжении почти всей длины (кроме конца) с бульваром посредине. 
Парная и непарная стороны улицы заняты усадебной и многоэтажной жилой застройкой, учреждениями обслуживания, коммунальными предприятиями, гаражами. Конец улицы парной стороны — без застройки — лесопарк Сырецкий гай. У дома № 63 (гаражного кооператива) расположен памятник природы Дуб Стеценко.
Учреждения:
1. дом № 14А — детсад № 292
2. дом № 20/33 — школа-интернат
3. дом № 22А — водопроводная насосная станция «Нивки-5»
4. дом № 59 — гаражный кооператив «Нивки-1»
5. дом № 61 — гаражный кооператив «Нивки-2»
6. дом № 63 — гаражный кооператив «Нивки-3»